# Claude-Henri de Rouvroy
Claude-Henri de Rouvroy, sovint citat simplement com a Saint-Simon (París, 17 d'octubre 1760-19 de maig de 1825), fou comte de Saint-Simon i un pensador socialista utòpic francès, i un dels precursors de la sociologia contemporània, considerat mestre i col·laborador d'Auguste Comte. Les seves idees van donar lloc a un moviment sorgit després de la seva mort conegut com a sansimonisme.
Hom el considera prototip d'esperit il·lustrat creatiu i visionari. Pot considerar-se com el primer teòric de la societat industrial, cosa que li ha valgut que alguns li atribuïssin el títol de fundador del socialisme francès, i fins i tot de primer iniciador de la sociologia. Era un intel·lectual plenament immers en l'ambient de la seva època, que va viure intensament. Friedrich Engels va arribar a dir d'ell que era, amb Hegel, la ment més enciclopèdica de la nostra època, i que gairebé totes les idees del socialisme posterior estaven contingudes en la seva obra. També el positivisme està en els seus escrits, però, encara que va proclamar la necessitat de l'estudi científic de la societat, de la política i de la moral, els seus propis escrits eren totalment allunyats de la recerca científica tal com ara comunament s'entén.
Quan es produí la Revolució francesa renuncià el seu títol nobiliari; lluità per la independència dels Estats Units, i la seva vida bohèmia el portà a dependre econòmicament, de vegades, dels seus propis criats. Fou un dels primers a estudiar la industrialització. La veia positivament (abundància) i creia que podia comportar un nou model social. Havia d'existir la propietat privada, però només si era merescuda; per això, defensava l'abolició del dret a l'herència. Es mostrà contrari als comerciants. Afirmava que hi havia dues classes d'individus: els productors (treballadors, empresaris...) i els no productors (comerciants, nobles, clergues, militars, ganduls...). La industrialització era bona, però s'havia de reorganitzar la societat, i la funció de l'estat fóra la de facilitar aquesta transformació, i els treballadors haurien de cobrar segons la seva productivitat.
Ha estat l'autor més influent sobre els primers socialistes, i també va influir molt en els romàntics, en la sociologia de Comte, John Stuart Mill i, fins i tot, sobre Lluís Napoleó. També la seva influència arriba a Karl Marx, car Marx també compartirà aquest optimisme científic i la fe en el rol tecnològic.

## Obres
- Lettres d'un habitant de Genève à ses contemporains (1803)
- L'industrie, ou discussions politiques, morales et philosophiques (1817)
- L'organisateur (1819-1820)
- Du système industriel (1821)
- Catéchisme des industrielles (1823)
- Le nouveau christianisme (1825)